# Масатоши Накајама
Накајама Масатоши (јап. 中山正敏; Префектура Јамагучи, 13. април 1913 — Токио, 15. април 1987) био је мајстор шотокан каратеа који је први достигао ниво 10. дана.
Накајама је рођен у Јамагучи префектури. Каратеом је почео да се бави након уписа на Такушоку универзитет 1932. године, где је тренирао код Фунакоши Гичина и Фунакошијевог сина Јошитаке. Накајама је студирао кинески језик и отишао је у Кину као преводилац и део тима за салушавање при јапанским инвазионим снагама 1937. године. У Јапан се вратио 1946. године.
Године 1949. основао је Јапанску карате асоцијацију са Фунакоши Гичином као главним инструктором, и почео реструктуише тренинге следећи методе развијене у модерној спортској науци. Увео је кату и кумите као турнирске дисциплине. Ученици великог ЈКА доџоа су потом остварили незабележене турнирске успехе у педесетим и шездесетим годинама прошлог века. Накајама је такође познат по раду на ширењу шотокан каратеа по читавом свету. Заједно са учитељем Фунакошијем основао је ЈКА инструкторски тренинг програм. Високо обучени дипломци овог програма основали су шотокан доџое у преко сто различитих земаља на свету. Нажалост, након Накајамине смрти ЈКА се поделио, и многи познати инструктори су основали сопствене асоцијације: Јапанска Шотокан карате Асоцијација (Кеиго Абе), Јапански Карате Шотокаи (Тецухико Асаи), Каратеномичи (Микио Јахара).

## Књиге
Накајама је написао више књига о каратеу. Аутор је серије Најбољи карате (енгл. Best Karate), као и књиге Динамични карате (Dynamic Karate). Његове књиге се налазе у широкој употреби у многим доџоима у свету.

## Познати ученици
- Каназава Хироказу
- Терујуки Оказаки
- Такајуки Миками